# Paramixogaster odyneroides
Paramixogaster odyneroides är en tvåvingeart som beskrevs av Meijere 1908. Paramixogaster odyneroides ingår i släktet Paramixogaster och familjen blomflugor. Inga underarter finns listade i Catalogue of Life.